# Paleoetnobotânica

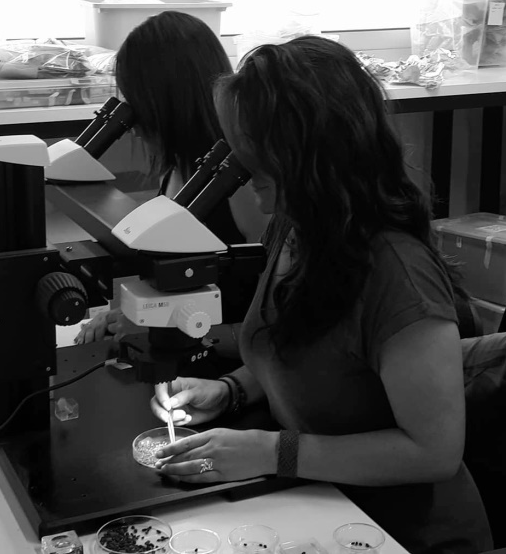
Arqueobotânica a analisar vestígios vegetais sob o microscópio.

Paleoetnobotânica, também conhecida como arqueobotânica nos círculos acadêmicos da Europa, é uma sub-área arqueológica que estuda remanescentes botânicos em sítios arqueológicos. Baseado na recuperação e identificação de vestígios botânicos e na informação ecológica e cultural existente nas plantas modernas, muitos temas de pesquisas focam no uso de plantas selvagens, a origem da agricultura, domesticação e coevolução na interação humano-planta.
Paleoetnobotânicos usam uma variedade de métodos para recuperar e identificar os vestígios botânicos. Um método utilizado para recuperar macrovestígios (objetos maiores que 100 µm, mas menores que 10 cm) é peneirar o material escavado em recipiente com água, permitindo que o material orgânico flutue. Esse método é conhecido como flotação. A matriz (solo de uma possível feição arqueológica) é adicionada lentamente na água agitada. O solo, areia e outros materiais pesados, conhecidos como fração pesada, ficaram depositados no fundo do recipiente. Os materiais orgânicos menos densos, como sementes carbonizadas, madeiras e ossos tenderão a flutuar na superfície. O material que flutua no topo, chamado de fração leve, é recolhido com uma peneira. A partir de então, ambas as frações serão levadas ao laboratório onde poderão passar por um exame mais detalhado.
Na identificação de macrovestígios o material é analisado em um microscópio, usando feições morfológicas como forma e características da superfície no caso de sementes ou microanatomia no caso de madeira ou carvão. A bibliografia para a identificação, assim como a comparação com uma coleção de plantas modernas são cruciais para um resultado confiável. Depende do tipo do material, e sua condição, como também de outros métodos de análise que podem ser aplicados como a lâmina delgada ou o Microscópio eletrônico de varredura.
Paleoetnobotânicos também recuperam e analisam microvestígios (como os fitólitos e pólen, excrementos humanos e de animais (coprólitos) ou impressões de plantas nos fragmentos cerâmicos e argila (como na argamassa).
Palinologia é uma disciplina científica distinta que estuda pólen, geralmente visando a reconstrução de um ambiente do passado.
Dendrocronologia, o estudo do crescimento dos anéis nas árvores também está relacionado ao estudo do passado ambiental, sendo uma disciplina científica distinta e muito utilizada na paleoetnobotânica.